# Мякишев, Константин Андреевич
Константин Андреевич Мякишев (5 июля 1834 — 9 февраля 1898) — русский офицер, генерал-майора флота, гидрограф, геодезист и астроном.

## Биография
Константин Андреевич Мякишев родился 5 июля 1834 года, потомственный дворянин Санкт-Петербургской губернии. В 1845 году поступил в 1-й штурманский полуэкипаж (впоследствии Техническое училище Морского ведомства). По окончании училища в 1854 году был произведен в прапорщики Корпуса штурманов Балтийского флота и переведен в Офицерские классы Морского кадетского корпуса. Участвовал в Крымской войне.
В 1858 году после окончания классов был назначен помощником начальника Каспийской гидрографической экспедиции по астрономической части. Под руководством гидрографа капитана 1-го ранга Н. А. Ивашинцова участвовал в работах по составлению карт и планов Каспийского моря. С 1867 года помощник астронома Кронштадтской морской обсерватории.
Как опытный геодезист и астроном в течение восьми лет ежегодно выполнял работу по определению географического положения портов России и Турции на Чёрном море. Было определено положение 38 астрономических пунктов, осуществлена геодезическая связь порта Николаева с портами Севастополь, Евпатория, Ялта, Феодосия, Керчь, Мариуполь, Таганрог, Перекоп и Херсон. Определённые координаты пунктов послужили основанием всех съемочных работ Чёрного и Азовского морей. В 1875 году в качестве распорядителя работ участвовал в определении высот над уровнем моря наиболее важных геодезических точек в Крыму и на Кавказе.
С 1880 по 1884 год руководил работами по геодезической связи фортов батарей на Кронштадтском рейде и по определению географических координат наиболее важных пунктов в Онежской губе Белого моря. В 1885—1891 годах возглавлял отдельную съемку Чёрного Моря. В 1891 году вышел в отставку в чине генерал-майора морского ведомства.
Умер 9 февраля 1898 в Петербурге.

## Семья
- Жена[2] — Матильда Христиановна Мякишева (урожденная Мельбау, ? — 27.2.1910) дочь гамбургского подданного, лютеранского вероисповедания.

Дети:
- Виктор Константинович (16.10.1883 — 1928) — морской офицер, капитан 2 ранга, участник Первой мировой и Гражданской войны в России на стороне красных.
- Андрей Константинович (24.08.1864 — 31.3.1904) — морской офицер, погиб при взрыве броненосца «Петропавловск» во время Русско-Японской войны.
- Николай Константинович (12.10.1865)
- Павел Константинович (13.01.1878 — 1922) — чиновник почтового ведомства[2].